# Segurança jurídica
A segurança jurídica é um princípio jurídico que estabelece que o direito deve oferecer, àqueles a ele sujeitos, a capacidade de regular suas condutas de maneira razoavelmente previsível e estável.

## Estado de Direito
O filósofo do direito Gustav Radbruch considerava a segurança jurídica, a justiça e a intencionalidade como os três pilares fundamentais do direito. Hoje, a segurança jurídica é amplamente reconhecida como um requisito central do Estado de Direito.